# Le Pirate des mers du Sud
Série
L’Île au trésor
(1950)
Pour plus de détails, voir Fiche technique et Distribution.
Le Pirate des mers du Sud (Long John Silver) est un film d'aventure américain réalisé par Byron Haskin, sorti en 1954. Il s'agit d'une suite au film L'Île au trésor également réalisé par Byron Haskin d'après le roman éponyme de Robert Louis Stevenson. 

## Synopsis
Après sa chasse au trésor, Long John Silver coule quelque temps paisibles dans une île des Caraïbes et il s'apprête à convoler en justes noces avec Purity, la tenancière d'une taverne. Mais Silver apprend que le capitaine Mendoza, son rival, s'est emparé d'un navire transportant la fille du gouverneur Strong mais aussi son fidèle et jeune ami Jim Hawkins. Après avoir convaincu le gouverneur qu'il peut sauver sa fille et alors qu'il mène sa mission de sauvetage sur le bateau détenu par Mendoza, Silver découvre que Hawkins possède un médaillon de pirate qui peut les guider vers un nouveau trésor. Le vieux Silver, l'enfant et leurs ennemis se lancent sur la piste de ce dernier...

## Fiche technique
- Titre original : Long John Silver
- Titre français : Le Pirate des mers du Sud
- Réalisation : Byron Haskin
- Scénario : Martin Rackin, d'après les personnages créés par Robert Louis Stevenson
- Montage : Manuel del Campo
- Musique : David Buttolph
- Photographie : Carl E. Guthrie
- Production : Joe Kaufmann et Mark Evans
- Société de production : Treasure Island Pictures et Pty. Ltd.
- Société de distribution : Distributors Corporation of America
- Pays de production :  États-Unis
- Langue originale : anglais
- Format : couleur
- Genre : aventure
- Durée : 106 minutes
- Dates de sortie :
  - États-Unis : 21 décembre 1954
  - France : 20 février 1956
- Affiche : Constantin Belinsky (France)

## Distribution
- Robert Newton : Long John Silver
- Kit Taylor : Jim Hawkins
- Connie Gilchrist : Purity Pinker
- Lloyd Berrell : capitaine Mendoza, 'El Toro'
- Grant Taylor : Patch
- Rod Taylor : Israel Hands
- Harvey Adams : Henry Strong
- Muriel Steinbeck : Lady Strong
- Henry Gilbert : Billy Bowlegs
- John Brunskill :  vieux Stringley
- Eric Reiman : Lanky
- Harry Hambleton : Big Eric
- Syd Chambers : Ned Shill
- George Simpson-Lyttle : capitaine Asa MacDougall